# Cloud4Y
Cloud4Y — российский облачный провайдер, крупный поставщик IaaS/SaaS-решений и сервисов, работающий на рынках России, восточной Европы, центральной Азии, Америки, Индии и Юго-Восточной Азии. Является партнёрами Microsoft, 1С, 1С-Битрикс, VMware, NetApp. Провайдер входит в ТОП-8 крупнейших IaaS поставщиков России-2017 и ТОП-11 лидеров рейтинга SaaS-провайдеров в России по версии CNews Analytics. В 2018 году компания вошла в проект "Дорожной карты" Национальной технологической инициативы "Автонет" в разделе "облачные вычисления, технологии виртуализации" .
Директор компании, Николай Фокин, с 2014 года входит в состав экспертного совета по вопросам использования облачных вычислений, созданного на основании приказа Минкомсвязи России.

## История компании
Cloud4Y была основана в 2009 году. Последующие годы ознаменовались расширением штата, увеличением торгового оборота и появлением новых услуг. Так, в 2010 году в Москве введено в эксплуатацию оптическое кольцо высокой доступности, которое объединило дата-центры «Nord» на Коровинском шоссе и ЦОД M8 на улице 8 марта, дата-центр ММТС-9 и ММТС-10.
В 2011 году компания стала использовать дата-центр Evoswitch в Нидерландах, а в 2013 году дата-центр Equinix FR5 в Германии. В том же 2013 году был анонсирован новый дата-центр в Санкт-Петербурге — «Цветочный». Cloud4Y входит в ТОП-10 крупнейших SaaS-поставщиков в России, получает награду за "Проект года в медицине" на форуме Extreme Forum 2014 за облачные решения, предоставленные сети vip-клиник "Клиники Чайка".
В 2014 году компания подписала соглашение с американским оператором защиты Voxility. Решения Voxillity позволяют противостоять DDoS-атакам путем перераспределения трафика по дополнительным каналам, в результате сервисы клиентов даже в случае атак продолжают работать в штатном режиме.  В этом же году компания получает сертификат соответствия системы менеджмента качества Г ОСТ ISO 9001-2011.
В 2014 году Cloud4Y проходит аудит на предмет соответствия требованиям международного стандарта Payment Card Industry Data Security Standart (PCI DSS). Получает лицензию ФСБ России на деятельность по разработке, производству, распространению шифровальных (криптографических) средств, информационных систем и телекоммуникационных систем, защищенных с использованием шифровальных (криптографических) средств, а также на выполнение работ, оказание услуг в области шифрования информации, услуг по техническому обслуживанию шифровальных (криптографических) средств, информационных систем и телекоммуникационных систем, защищенных с использованием шифровальных (криптографических) средств. Чуть позже — сертификат соответствия требованиям стандарта ISO/IEC 27001. Облачные базы данных в России пользуются всё большим спросом.
В 2015 году расширен портфель услуг по направлению 1C. Компания выступает спонсором международного форума "Бизнес и ИТ".
В октябре 2016 компания Cloud4Y прошла сертификацию ISO 9001 применительно к проектированию, разработке, производству, поставке, монтажу и обслуживанию информационных сетей, систем и комплексов, к технической поддержке и аутсорсингу информационных технологий в инфраструктуре бизнеса, к консалтингу и в области информационных технологий, сервисному обслуживанию, проектированию, внедрению и эксплуатации программной продукции и автоматизированных информационных систем. Весной 2016 года получает лицензию ФСТЭК на деятельность по технической защите конфиденциальной информации и на деятельность по разработке и производству средств защиты конфиденциальной информации. Завершён переход на СХД класса All-Flash.
В начале сентября 2017 Орган по сертификации систем менеджмента ООО «Новастандарт» по результатам аудита и оценки принял решение подтвердить действие сертификата соответствия системы менеджмента качества Cloud4Y (ООО «Флекс») стандарту ГОСТ Р ИСО 9001-2015. Облачный провайдер добавляет две новые услуги, "GPU в облаке" и "SAP HANA хостинг".
В марте 2018 года опубликована книга в формате White Paper, освещающую тему обработки персональных данных в соответствии с нормативными правовыми актами России.

## Смена юридического лица
До конца 2015 года юридическим лицом Cloud4Y была компания «Корп Софт», с декабря 2015 года — ООО «Флекс». Один из крупнейших российских облачных провайдеров, работавший на рынке под брендом Cloud4Y, сообщил об изменениях в компании. Её покинул генеральный директор, идеолог и создатель проекта Николай Фокин, который возглавил новый Cloud4Y, не имеющий отношения к старому. Работа продолжается под знакомым брендом, но уже в рамках нового юридического лица: ООО «Флекс».

## Собственники и руководитель
Генеральный директор компании: Фокин Николай Борисович, коммерческий директор: Хадумагомедов Марат Ильясович.

## Основные направления деятельности
IaaS
- Облачный сервер
- Объектное хранилище S3
- Защита от DDoS
- Облачная GPU-графика
- Резервный ЦОД
- Хранение персональных данных (ФЗ-152)
- SyncCluster

SaaS
- Корпоративная почта
- Email-рассылки
- Виртуальный рабочий стол
- Резервное копирование
- Антиспам
- 1C хостинг

## Достижения
- ТОП-5 крупнейших поставщиков IaaS в России по версии аналитической компании J’son & Partners Consulting (2014 год [12]).
- ТОП-10 крупнейших SaaS поставщиков России 2014 (CNews Analytics [13]).
- ТОП-8 в рейтинге крупнейших поставщиков IaaS в России 2017 (CNews Analytics[14]).
- ТОП-11 в рейтинге крупнейших поставщиков SaaS в России 2017 (CNews Analytics[4]).
- ТОП-1 по количеству реализованных IaaS-проектов за 2017  и 2018 год (Рейтинг TAdviser).
- ТОП-6 в рейтинге самых зрелых провайдеров облачных услуг за 2018 год (Рейтинг TAdviser).
- ТОП-10 в рейтинг крупнейших игроков SaaS-рынка 2018[15].
- Участник Плана мероприятий (дорожной карты) Национальной технологической инициативы Автонет (2018 год[5]).